# 円行 (藤沢市)
円行（えんぎょう）は、神奈川県藤沢市にある地名。現行行政地名は円行一丁目及び円行二丁目と大字円行。住居表示はいずれも未実施区域。

## 地理
藤沢市の北部に位置する。地域の中心を引地川が縦断する。引地川下流にある石川・大庭と同じく引地川が相模野台地を削って出来た谷戸地形が中心である。
藤沢市北部の工業地帯である桐原工業団地・いすゞ自動車藤沢工場と、市街地・住宅地帯である湘南台の間に位置し、西部は準工業地帯、東部は湘南台から連続した住宅地・市街地として発展しつつある。
歴史的な円行地域は現在の湘南台の西部を含むため、円行公園や円行八幡宮などの円行の名がつく施設であっても住所が湘南台である。その一方、湘南台が藤沢市北部の中心として発展しているため、住所は円行であっても湘南台の名をつける施設が多くある。

### 河川
- 引地川 - かつて当地を流れる領域は円行川と呼ばれた[7]。
  - 不動川 - 引地川支流の準用河川[8]

### 地価
住宅地の地価は、2023年（令和5年）1月1日の公示地価によれば、円行字滝之沢826番16の地点で17万7000円/m2となっている。

## 歴史
全域が相模国高座郡に属す。平安時代末期頃から鎌倉時代初期頃に成立した渋谷荘に属し、渋谷氏の支配を受けていたと考えられている。
南北朝時代に小字梅田(現：湘南台4丁目、梅田稲荷がある)の地に円行寺が建立されこの地の由来となったという。円行寺は現在座間市にある円教寺であるという。
豊臣秀吉による小田原征伐の際、制札に「シホヤノ庄圓行郷」との表記が見える。
『新編相模国風土記稿』には「圓行村」として記されている。当時の領主は大久保忠保、地頭は石川大膳ら。
廃藩置県後は周辺の5村と合併し六会村となる。藤沢市に合併後、藤沢市の北部第一区画整理事業により引地川東岸が湘南台として分離する一方、北部第二（一地区）土地区画整理事業によって区画整理され、1丁目・2丁目が成立した。また桐原工業団地の成立時に西の一部が桐原町として分離している。

### 地名の由来
かつてこの地にあった円行寺の名から。

### 沿革
- 1590年（天正18年） - 小田原征伐の際、制札に「シホヤノ庄圓行郷」と記される[7]。
- 1775年（安永4年） - 引地川に船を通すことについて大庭村、稲荷村、石川村、円行村、羽鳥村および辻堂村より、差支えない旨江戸幕府へ書状を提出する[13]。
- 1787年（天明7年）- 村負担による水田開発を実施[13]。
- 1841年（天保12年） - 『新編相模国風土記稿』に「高座郡渋谷庄圓行村」と記される。戸数56[7]。
- 1855年（安政2年）- 安政江戸地震により円行村において年貢金が高100石につき3両割となる[13]。
- 1878年（明治11年） - 大小区制の廃止と郡区町村編制法の制定によって亀井野・石川・西俣野・円行・今田・下土棚による6ヶ村組合が設立される[13]。
- 1889年（明治22年） - 町村制施行により六会村円行となる[13]。
- 1942年（昭和17年）3月10日 - 合併により藤沢市大字円行となる。
- 1964年 (昭和39年) - 北部第一土地区画整理事業着手[11]。
- 1966年（昭和41年）10月29日 - 石川、円行地区の一部が分離し、桐原町に[14]。
- 1966年（昭和41年）11月 - 円行字四つ辻付近に小田急江ノ島線湘南台駅開設[11]。
- 1984年（昭和59年） - 北部第一土地区画整理事業完了[11]。引地川東岸が湘南台として分離。
- 1994年（平成6年）9月23日 - 土地区画整理事業の完了により住所変更。円行1～2丁目成立[14][12]。

### 町名・地名の変遷
| 実施後      | 実施年月日     | 実施前（各地名ともその一部） |
| ----------- | -------------- | ---------------------------- |
| 円行        | 住居表示未実施 | 円行                         |
| 円行1丁目   | 1994年9月23日  | 円行                         |
| 円行2丁目   | 1994年9月23日  | 円行                         |
| 桐原町      | 1966年10月29日 | 石川および円行               |
| 湘南台2丁目 | 1984年         | 円行                         |
| 湘南台3丁目 | 1984年         | 円行                         |

## 世帯数と人口
2023年（令和5年）9月1日現在（藤沢市発表）の世帯数と人口は以下の通りである。
| 大字・丁目 | 世帯数    | 人口    |
| ---------- | --------- | ------- |
| 円行       | 1,011世帯 | 2,168人 |
| 円行一丁目 | 1,140世帯 | 2,514人 |
| 円行二丁目 | 1,365世帯 | 2,723人 |
| 計         | 3,516世帯 | 7,405人 |

### 人口の変遷
国勢調査による人口の推移。
| 年                 | 人口  |
| ------------------ | ----- |
| 1995年（平成7年）  | 4,483 |
| 2000年（平成12年） | 4,730 |
| 2005年（平成17年） | 5,516 |
| 2010年（平成22年） | 6,104 |
| 2015年（平成27年） | 6,416 |
| 2020年（令和2年）  | 6,837 |

### 世帯数の変遷
国勢調査による世帯数の推移。
| 年                 | 世帯数 |
| ------------------ | ------ |
| 1995年（平成7年）  | 2,120  |
| 2000年（平成12年） | 2,235  |
| 2005年（平成17年） | 2,465  |
| 2010年（平成22年） | 2,746  |
| 2015年（平成27年） | 2,802  |
| 2020年（令和2年）  | 3,136  |

## 事業所
2021年（令和3年）現在の経済センサス調査による事業所数と従業員数は以下の通りである。
| 大字・丁目 | 事業所数  | 従業員数 |
| ---------- | --------- | -------- |
| 円行       | 19事業所  | 328人    |
| 円行一丁目 | 42事業所  | 841人    |
| 円行二丁目 | 80事業所  | 1,558人  |
| 計         | 141事業所 | 2,727人  |

### 事業者数の変遷
経済センサスによる事業所数の推移。
| 年                 | 事業者数 |
| ------------------ | -------- |
| 2016年（平成28年） | 144      |
| 2021年（令和3年）  | 141      |

### 従業員数の変遷
経済センサスによる従業員数の推移。
| 年                 | 従業員数 |
| ------------------ | -------- |
| 2016年（平成28年） | 2,304    |
| 2021年（令和3年）  | 2,727    |

## 交通

### 鉄道
- 当地を通る鉄道路線はない。最寄りは小田急江ノ島線湘南台駅である。

### バス
- 神奈川中央交通

### 道路
- 神奈川県道403号菖蒲沢戸塚線
- 都市計画道路 石川下土棚線
- 都市計画道路 土棚石川線

### 橋梁

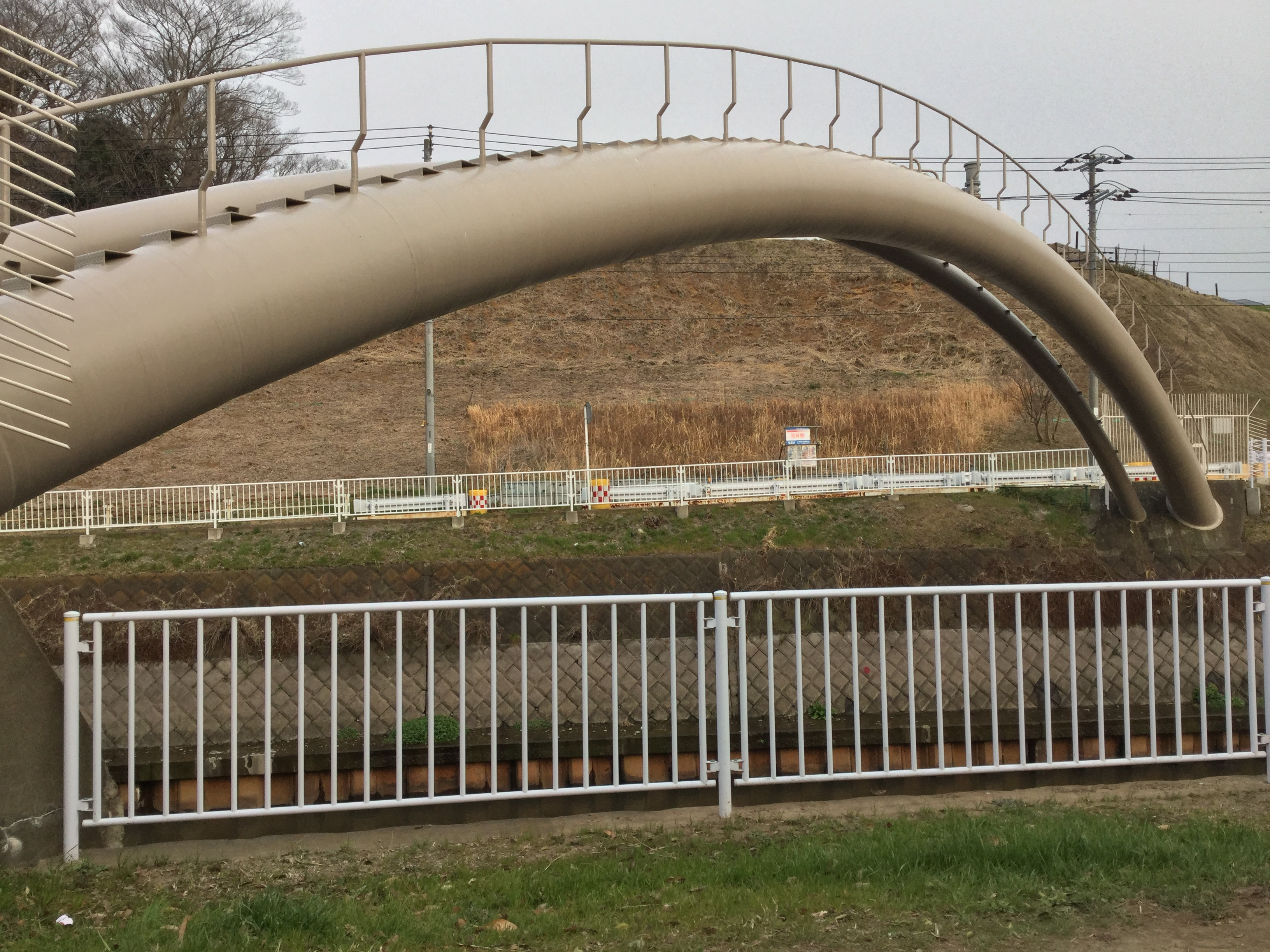
引地川にかかる横須賀水道管橋

- 円行大橋
- 円行新橋
- 湘南台大橋
- 横須賀水道管橋

## 施設

### 公共施設

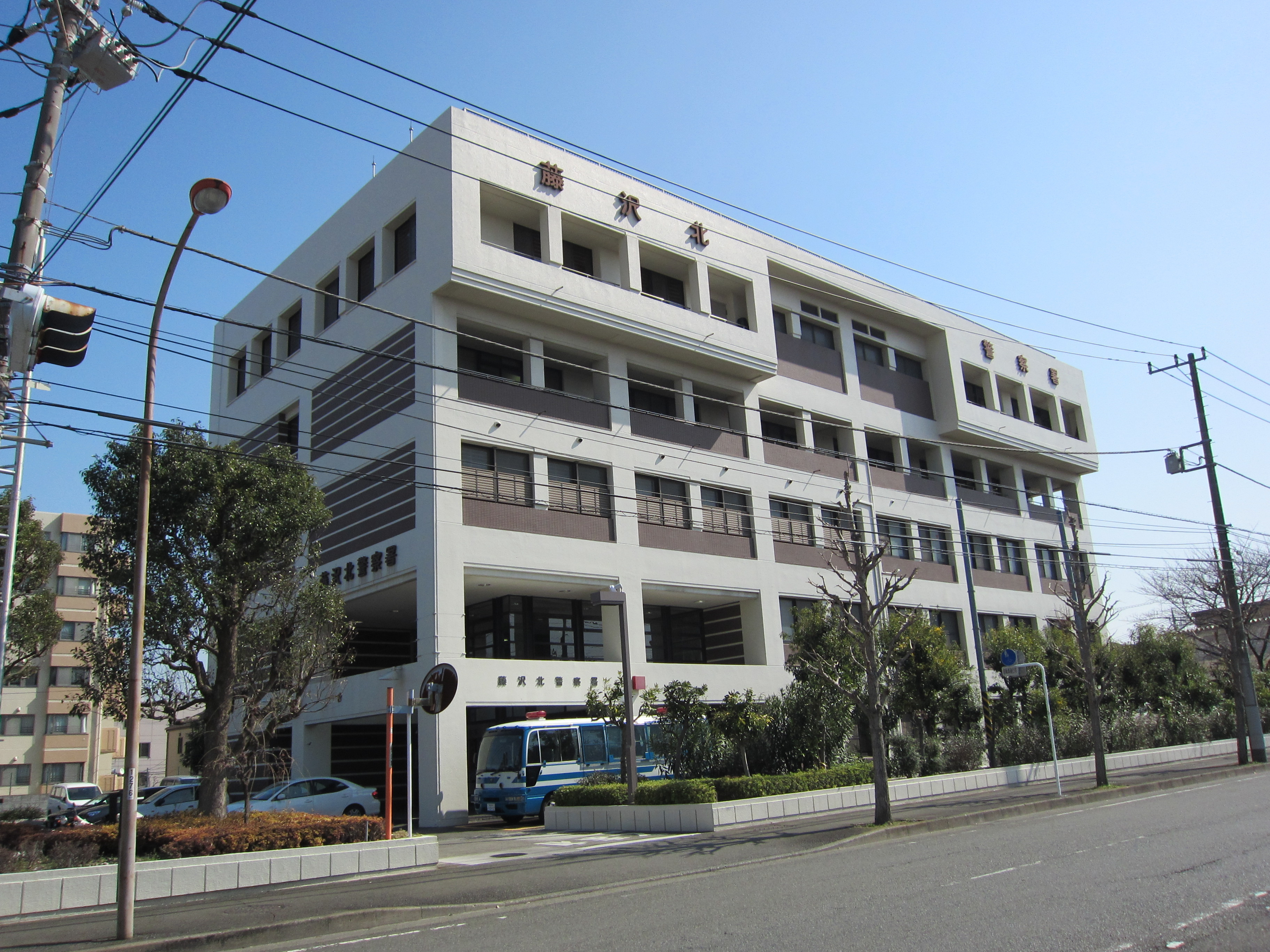
藤沢北警察署

- 藤沢北警察署[23]
- 円行市民の家[24]
- 中丸公園
- 藤沢市まちづくり協会ビル[25]

### 教育機関

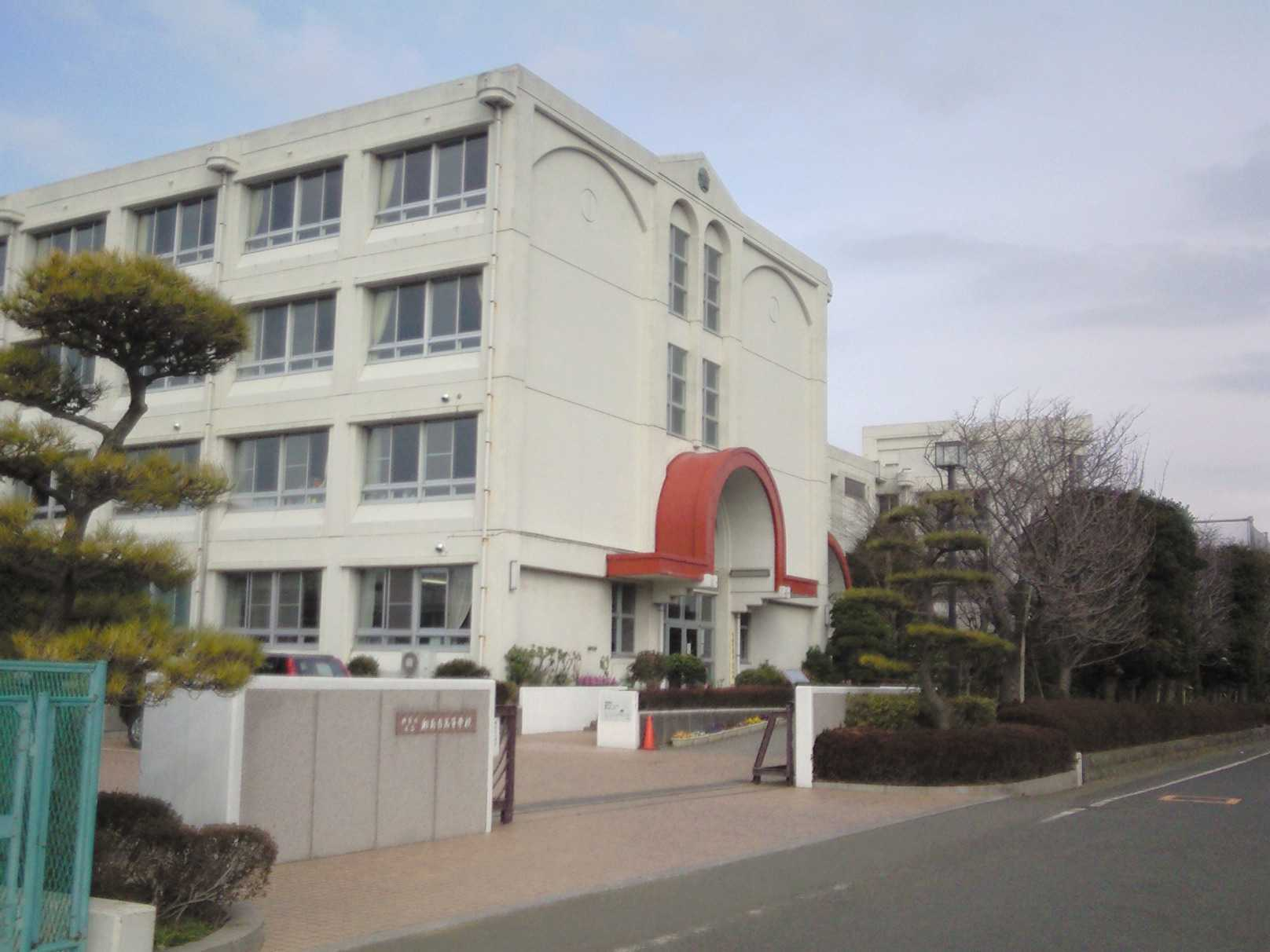
神奈川県立湘南台高等学校

- 多摩大学湘南キャンパス
- 神奈川県立湘南台高等学校
- ときわぎ保育園分園

### スーパー・大型商業施設

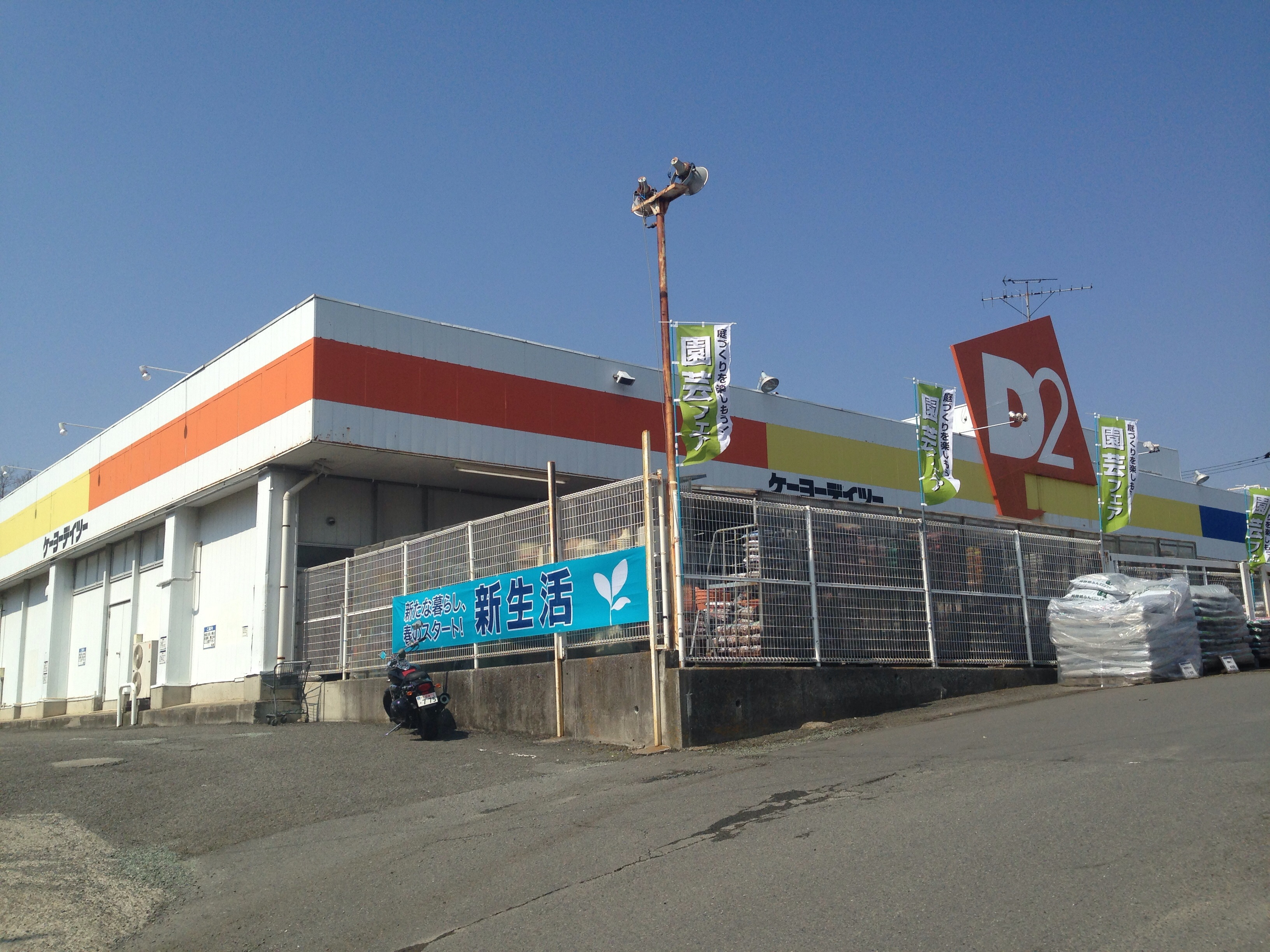
ケイヨーデイツー湘南台店

- 湘南Sマート
- ユーコープ湘南台店
- ケイヨーデイツー湘南台店
- イエローハット湘南台店
- ノジマ湘南台店
- ワークマン藤沢円行店

## 史跡
- 圓行山靑雲寺(廃寺)[注 2]

## その他

### 日本郵便
- 郵便番号 : 252-0805[4]（集配局 : 藤沢北郵便局[27]）。